# Ким Донджин (композитор)
Ким Донджин (кор. 김동진, общепринятая латинская транскрипция — Kim Dongjin; 22 марта 1913, Анджу — 31 июля 2009, Сеул) — композитор Республики Корея, известный как «Корейский Шуберт».

## Биография
Ким Донджин родился 22 марта 1913 года в уезде Анджу провинции Пхёнан-Намдо в семье христианского пастора, благодаря чему с детства был знаком с западными музыкальными традициями. С 1923 года обучался игре на скрипке, в средней школе Сунсиль продолжил обучение игре на этом инструменте, изучая также игру на пианино, гармонию и композицию. В музыкальном ансамбле средней школы Сунсиль Ким Донджин также играл на баритоне, кларнете и других инструментах. В 1931 году школьник Ким Донджин написал своё первое музыкальное произведение. Положил стихи поэта Ким Донхвана «Когда пришла весна» на музыку.
В 1932 году окончил среднюю школу Сунсиль, поступив затем в училище Сунсиль. Во время учёбы на втором курсе этого училища положил на музыку поэму поэта Ли Ынсана «Ностальгия»; получившая песня, по мнению критиков, стала одной из лучших корейских песен всех времён. В 1936 году Ким Донджин окончил гуманитарный факультет училища Сунсиль, после чегопоехал учиться в Японскую высшую консерваторию, где изучал скрипку. В Японии написал «Скрипичный концерт об Янсандо».
В 1938 году окончил Японскую высшую консерваторию, после чего работал скрипачом в симфоническом оркестре Сингён в Маньчжурии. После освобождения Кореи от власти Японии Ким Донджин вернулся в Пхеньян. В Пхеньяне он организовал Пхеньянский симфонический оркестр (ныне Национальный симфонический оркестр КНДР), работал профессором Национальной консерватории (ныне Пхеньянский институт музыки имени Ким Вонгюна), написал оркестровый марш «Новый Мирян Ариран» и оперу «Повесть о Сим Чхоне». Однако члены семьи Ким Донджина были глубоко верующими христианами, поэтому власти Северной Кореи запрещало ему вести творческую деятельность, а его деда и отца заключили в тюрьму, где те вскоре умерли.
В 1950 году во время Корейской войны Ким Донджин бежал в Южную Корею. Служил военным музыкантом в сухопутных войсках и ВМС Республики Корея, написал много военных песен, позже был музыкальным директором и дирижёром. После войны работал профессором в женском университете Сунмён, институте искусства Сораболь и университете Кёнхи, одновременно также став автором музыки к целому ряду южнокорейских фильмов. Ким Донджин, как считается, создал свой новый жанр «Синчханак», гармонировав традиционную корейскую и западную классическую музыку. В 2000 году Ким Донджин был награждён Орденом «Серебряной Короны» за заслуги в области культуры Республики Корея. Скончался в 2009 году в Сеуле.

## Сочинения
- «Ностальгия»
- «Гимн отечества»
- «Магнолия»
- Опера «Повесть о Сим Чхоне»
- Оркестровая музыка «Новый Мирян Ариран»
- Оркестровая музыка «Черега»
- Оратория «Отечество»
- Оратория «Путь к победу»
- Военная песня «Песня о сухопутных войсках»
- Военная песня «Утро похода»
- Военная песня «Песня о Чхумугоне»
- «Гимн университета иностранных языков Хангук»
- «Гимн университета Тонгук»
- «Гимн университета Кёнхи»
- «Гимн Сеульского национального университета науки и технологии»
- Канта «Поздравление нации»
- Канта «Марш нации»